# Lake Reid (Neuseeland)
Der Lake Reid ist ein See im Queenstown-Lakes District der Region Otago auf der Südinsel von Neuseeland.

## Geographie
Der See, mit seinem nördlich angrenzenden Feuchtgebiet, befindet sich am Fuß der östlichen Seite des 1375 m hohen Mount Alfred/Ari und westlich des Rees River, in den die Wässer des Sees über den Diamond Creek münden. Gespeist wird der rund 14 Hektar große See, der annähernd die Form eines Dreiecks hat, durch den vom Diamond Lake kommenden Diamond Creek und eine Abzweigung des Earnslaw Burn. Mit einer Nord-Süd-Ausrichtung erstreckt sich der See über eine Länge von knapp 600 m und misst an seiner breitesten Stelle etwas mehr als 400 m.

## Geschichte
Es wird angenommen, dass der nördlich liegende Diamond Lake und der Lake Reid früher einmal Teil eines größeren Lake Wakatipu waren.

## Feuchtgebiet
Um den See herum, aber vor allem mit einer größeren Ausdehnung nach Norden und Nordosten umgibt den See ein Feuchtgebiet, Lake Reid Wetland genannt.